# 조진만 (건축가)
조진만(趙晉晩, ?~)은 대한민국의 건축가이다.

## 경력
동경 한국학교, 한양대학교 건축공학부와 북경 칭화대학교 건축대학원에서 수학하고 2002년부터 2012년 사이 건축가 승효상의 이로재 종합건축사 사무소와 프리츠커상 수상자인 네덜란드의 건축가 렘 콜하스(Rem Koolhaas)가 이끄는 OMA(Office for Metropolitan Architecture)에서 실무를 익혔다.
2013년 귀국하여 Jo Jinman architects(조진만 건축사사무소)를 설립하고 '내를 건너 숲으로 도서관', 옥수 '고가하부 다락', 'K-2 타워', '리버사이드 Apse', 창신동 '채석장 전망대', '산마루 놀이터', '낙원상가' 재생, 판교 '층층마루집', 한양도성 '순성안내쉼터', '산새마을 두레주택' 등의 작업들을 진행 하였다. 2015년 '젊은 건축가상' 및 '김수근 프리뷰 건축상', 2016년 '대한민국 공공건축상', 2017년 '신진건축가상', 2018년 '서울시 건축상', 2019년 '세계건축상', 미국 Architectural Record 선정 2019년 'Design Vanguard Award' 2020년 독일 iF Design Award 등 다수의 건축상을 수상하였다. 한국 및 네덜란드 건축사를 취득하고 한양대학교 겸임교수이자 서울시 공공건축가로 활동하고 있다.

## 주요작품
- <대방동 지하벙커 청소년 복합 문화공간> (2020년)
- <NXV> (2018년)
- <내를 건너 숲으로 도서관> (2018년)
- <고가하부 다락> (2018년)
- <K-2 Tower> (2018년)
- <창신동 채석장 전망대> (2018년)
- <Riverside Apse> (2017년)
- <산새마을 두레주택> (2016년)
- <한양도성 순성안내쉼터> (2016년)
- <층층마루집> (2015년)

## 출판물
- 《월간 SPACE(공간)》 (A&HCI) Issue 611, ISSN 1228-2472
- 《젊은 건축가 프로그램 2017》 국립현대 미술관, ISBN 978-89-6303-156-9
- 《2015 김수근 건축상》 김수근 문화재단, ISBN 979-11-950571-2-2
- 《제8회 젊은 건축가상 2015》 시공문화사, ISBN 978-89-5592-337-7
- 《2017 한강건축 상상전》 서울특별시, 발간등록번호 51-6110000-001459-10